# 笑顔がいいね
「笑顔がいいね」（えがおがいいね）は、KATSUMIの11枚目のシングル。

## 解説
5thオリジナル･アルバム『SUPER BALANCE』からの先行シングル。

## 収録曲
作詞：渡辺克巳／編曲：武部聡志
1. 笑顔がいいね
作曲：高橋研
大塚製薬「オロナミンC」イメージソング
2. SATURDAY NIGHT HEROES
作曲：石川洋
広島ホームテレビ『たわわのTARZAN』オープニングテーマ
3. 笑顔がいいね （Original-Karaoke）